# Rarău - Giumalău
Rarău - Giumalău este o arie protejată (arie specială de conservare — SAC, sit de importanță comunitară — SCI) din România, desemnată în scopul protejării biodiversității și menținerii într-o stare de conservare favorabilă a florei spontane și faunei sălbatice, precum și a habitatelor naturale de interes comunitar aflate în arealul zonei protejate. Aceasta se întinde pe o suprafață de 2.526,8 ha, integral pe uscat.

## Localizare
Situl Rarău - Giumalău se întinde pe teritoriile administrative ale comunelor Câmpulung Moldovenesc, Crucea, Pojorâta și Stulpicani din județul Suceava. Centrul acestuia este situat la coordonatele 47°26′51″N 25°36′09″E / 47.447533°N 25.602522°E.

## Înființare
Situl Rarău - Giumalău (ROSCI0212) a fost declarat sit de importanță comunitară în decembrie 2007 pentru a proteja 7 specii de plante și 16 specii de animale. Situl a fost protejat și ca arie specială de conservare în mai 2022. Situl include rezervațiile naturale Codrul secular Giumalău, Codrul secular Slătioara, Fânațele montane Todirescu și Pietrele Doamnei.

## Biodiversitate
Situată în ecoregiunea alpină, aria protejată conține 18 habitate naturale: Râuri de munte și vegetația erbacee de pe malurile acestora, Râuri de munte și vegetația lor lemnoasă cu Salix elaeagnos, Pajiști uscate europene, Pajiști alpine și boreale, Fânețe montane, Mlaștini alcaline, Grohotișuri calcaroase și de șisturi calcaroase de la nivelul montan până la nivelul alpin (Thlaspietea rotundifolii), Pante stâncoase calcaroase cu vegetație casmofită, Peșteri inaccesibile publicului, Păduri de fag Luzulo-Fagetum, Mlaștini împădurite, Păduri aluvionare cu Alnus glutinosa și Fraxinus excelsior (Alno-Padion, Alnion incanae, Salicion albae), Păduri de fag dacice (Symphyto-Fagion), Păduri acidofile de Picea de la nivel montan la nivel alpin (Vaccinio-Piceetea), Pajiști boreale și alpine pe substrat silicios, Pajiști alpine și subalpine calcaroase, Formațiuni ierboase bogate în specii de Nardus, dezvoltate pe substraturi silicioase în zone montane (și în zone submontane, în Europa continentală), Liziere de ierburi înalte hidrofile de câmpie și de nivel montan până la alpin.
La baza desemnării sitului se află mai multe specii protejate:
- plante (7): ruginiță (Asplenium adulterinum), Buxbaumia viridis, clopoțelul de munte (Campanula serrata), papucul doamnei (Cypripedium calceolus), mușchi (Dicranum viride), Hamatocaulis vernicosus, iarba-gâtului (Tozzia carpathica)
- amfibieni (3): izvoraș-cu-burta-galbenă (Bombina variegata), triton cu creastă (Triturus cristatus), salamandra carpatică (Triturus montandoni)
- mamifere (9): liliac cârn (Barbastella barbastellus), lupul (Canis lupus), vidră de râu (Lutra lutra), liliac cu urechi mari (Myotis bechsteinii), liliac cu urechi de șoarece (Myotis blythii), liliac de iaz (Myotis dasycneme), liliac comun (Myotis myotis), liliacul mic cu potcoavă (Rhinolophus hipposideros), urs brun (Ursus arctos)
- nevertebrate (4): Carabus variolosus, rădașcă (Lucanus cervus), cosașul transilvan (Pholidoptera transsylvanica), croitorul de fag (Rosalia alpina)

Pe lângă speciile protejate, pe teritoriul sitului au mai fost identificate 2 specii de plante, 4 specii de amfibieni, 26 de specii de mamifere, 3 specii de reptile.